# Carea intermedia
Carea intermedia är en fjärilsart som beskrevs av Swinhoe 1918. Carea intermedia ingår i släktet Carea och familjen trågspinnare. Inga underarter finns listade i Catalogue of Life.